# 回龙观街道

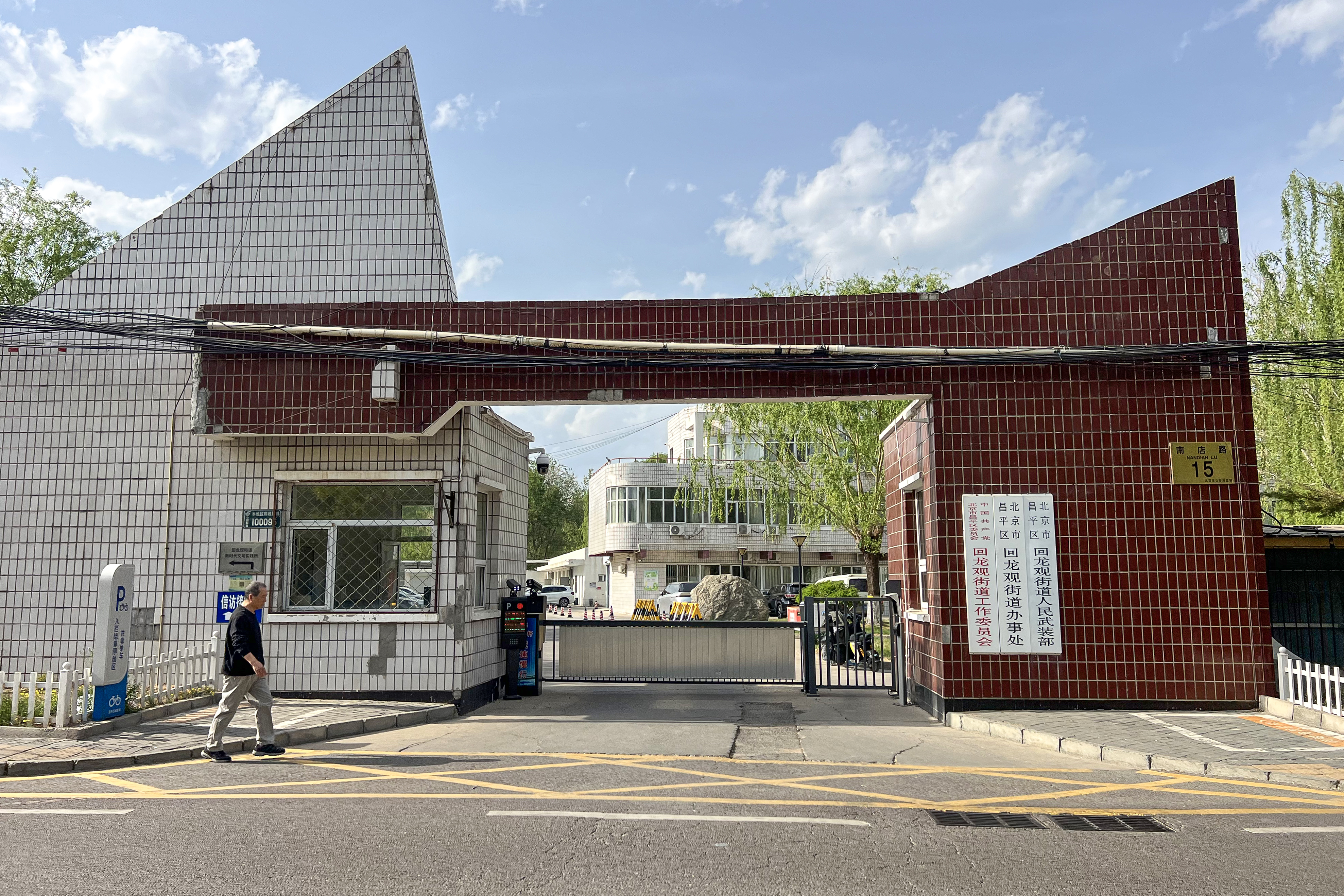
回龙观街道办机关

回龙观街道是昌平区一个街道办事处，面积约8.8平方公里，人口约12.26万人，辖16个社区、2个行政村，办公驻地设在南店路15号（京藏高速路东侧原北京青年创业示范园院落）。该区域曾属于回龙观地区。按照原计划，回龙观地区将于2015年拆分为回龙观街道、龙泽园街道和史各庄街道，但该计划直至2019年6月22日才得以实施。

## 行政区划
回龙观街道下辖以下村级单位：
龙博苑社区、万润家园社区、龙城社区、万龙社区、东村家园社区、龙乡社区、吉晟别墅社区、南店社区、新龙城社区、金榜园社区、新康园社区、龙兴园社区、龙兴园北区社区、瑞旗家园社区、二拨子社区、蓝天嘉园社区、回龙观村和二拔子村